# جيوتي باسو
جيوتي باسو (البنغالية: জ্যোতি বসু؛ (8 يوليو 1914 - 17 يناير 2010)، سياسي هندي ينتمي إلى الحزب الشيوعي الهندي (ماركسي) من ولاية البنغال الغربية في الهند. شغل منصب رئيس وزراء ولاية البنغال الغربية 1977 حتي 2000، مما جعله الهند أطول خدمة رئيس الوزراء اعتبارا من عام 2010 [التحديث] في أي ولاية هندية. كان عضوا في الحزب الشيوعي الهندي (م) من المكتب السياسي في وقت لتأسيس الحزب عام 1964 حتى عام 2008. اعتبارا من عام 2008 حتى وفاته في عام 2010 انه لا يزال أحد المدعوين الدائمين للجنة المركزية للحزب. يوم وفاته، وكان تأسيس الماضي عضو المكتب السياسي للحزب الشيوعى الهندى (الماركسي)